# Kawasaki Type 92
Il Kawasaki KDA-5 (?), indicato in servizio Aereo da caccia Tipo 92 (九二式戦闘機?) in base alla convenzione di designazione adottata nel periodo, fu un aereo da caccia monomotore, monoposto e biplano, sviluppato dall'azienda aeronautica giapponese Kawasaki Kōkūki Kogyo, divisione aeronautica della Kawasaki Jūkōgyō KK, nei tardi anni venti del XX secolo.
Entrato in linea nei primi anni trenta nei reparti da caccia del Dai-Nippon Teikoku Rikugun Kōkū Hombu, componente aerea del Dai-Nippon Teikoku Rikugun (esercito dell'Impero giapponese), rimase in servizio durante la seconda guerra sino-giapponese fino, seppur relegato a compiti di seconda linea, all'inizio della seconda guerra mondiale.

## Storia del progetto
Nel 1927 l'Esercito imperiale giapponese nell'ambito dello sviluppo dell'arma aerea emise una specifica per la fornitura di un nuovo caccia di produzione nazionale. Al concorso partecipò la Kawasaki proponendo il prototipo del suo KDA-3, un monoplano ad ala alta a parasole non ottenendo però alcun contratto di fornitura. La commissione esaminatrice respinse il modello in favore della proposta Nakajima, a causa della scarsa potenza disponibile. Tuttavia, dopo una serie di prove presso i propri stabilimenti, la Kawasaki ritenne di avere la capacità industriale di costruire un modello che potesse avere migliori caratteristiche complessive e decise di affidare il progetto di un nuovo modello al tedesco Richard Vogt.
Vogt impostò un velivolo con configurazione alare biplana di costruzione interamente metallica ed equipaggiato con un motore raffreddato ad acqua al quale venne assegnato la designazione KDA-5.
Il prototipo venne portato in volo nel 1930 seguito da altri quattro con i quali si proseguì la fase di sviluppo. In quest'ambito il KDA-5 dimostrò la validità del progetto riuscendo a raggiungere una velocità massima di 320 km/h ed un'altitudine di 10 000 m, superiore a qualsiasi altro velivolo operativo in Giappone in quel momento.
I voli di prova si protrassero nei mesi successivi ma a causa delle tensioni provocate a seguito dell'incidente di Mukden del 1931, sfociato l'anno successivo nella creazione del nuovo stato del Manciukuò, l'esercito imperiale ne richiese un ulteriore sviluppo finalizzato ad una maggiore integrità strutturale ed affidabilità dell'apparato motore.
Finalmente soddisfatte le autorità militari ne autorizzarono la produzione in serie con la designazione di caccia per l'esercito Tipo 92 Modello 1.
Dopo il primo lotto di 180 esemplari costruiti, venne introdotta una nuova versione con la designazione di caccia per l'esercito Tipo 92 Modello 2 che introduceva una serie di irrobustimenti strutturali ed una motorizzazione dalla maggior potenza disponibile. Il Modello 2 venne prodotto in 200 esemplari per una produzione complessiva, compresi i prototipi, di 385 esemplari.

## Versioni
KDA-5
prototipo, realizzato in 5 esemplari.
Caccia Tipo 92 Modello 1
versione di produzione di serie con modifiche a timone e deriva, e poggiatesta carenato, prodotto in 180 esemplari.
Caccia Tipo 92 Modello 2
versione migliorata con irrobustimento strutturale e seguito dell'adozione della più potente motorizzazione BMW VII da 750 CV, prodotto in 200 esemplari.

## Utilizzatori
Giappone
- Dai-Nippon Teikoku Rikugun Kōkū Hombu